# Audi R18
Audi R18 TDI — гоночний автомобіль класу прототип Ле-Мана (LMP1), сконструйований німецьким автовиробником Audi AG як заміна Audi R15 TDI. Як і попередник, R18 оснащений турбованим дизельним двигуном технології TDI, але зменшеного об'єму — 3,7 літра в конфігурації V6. На прототипі R18 вперше з 1999 року реалізовано закритий дизайн кокпіта. Попереднім купе виробництва Audi на Ле-Мані був прототип Audi R8C.

## Audi R18 E-Tron Quattro
Audi R18 E-tron Quattro — подальший розвиток Audi R18 TDI. Перша модель R18 E-Tron не сильно відрізнялася дизайном, але прототипи 2014 і 2015 дуже сильно змінилися. Основною відмінністю Audi R18 E-Tron Quattro від Audi R18 TDI є гібридна силова установка, що працює в парі з дизельним ДВЗ.